# Zatypota picticollis
Zatypota picticollis är en stekelart som först beskrevs av Thomson 1888.  Zatypota picticollis ingår i släktet Zatypota och familjen brokparasitsteklar. Arten är reproducerande i Sverige.

## Underarter
Arten delas in i följande underarter:
- Z. p. gallicator
- Z. p. meridiator